# Tuvalu (film)
Tuvalu är en tysk svart-vit stumfilm från 1999 regisserad av Veit Helmer.

## Handling
Ett förfallet badhus drivs av en blind man, hans hustru och deras son Anton som gör allt jobb. Han blir förälskad i Eva som kommer till badhuset med sin far. När Eva och hennes far förlorar sitt hem kommer de till badhuset för att stanna. En dag faller en del av taket ner och fadern dör. Eva lägger skulden på Anton. Kan han återvinna hennes hjärta, få badhuset godkänt vid en noggrann inspektion och hålla sina föräldrar i arbete? Någonstans där ute väntar paradisön Tuvalu.

## Om filmen
Filmen är inspelad i Sofia och Varna i Bulgarien. Den hade världspremiär i oktober 1999 vid Chicago International Film Festival.

## Rollista
- Denis Lavant – Anton
- Chulpan Khamatova – Eva
- Philippe Clay – Karl
- Terrence Gillespie – Gregor
- Catalina Murgea – Martha
- E.J. Callahan – inspektör
- Djoko Rosic – Gustav

## Utmärkelser
- 1999 – Ghent International Film Festival – FIPRESCI Prize, Veit Helmer
- 1999 – Hof International Film Festival – Best New Director Promotional Award, Veit Helmer
- 1999 – Hof International Film Festival – Production Design Award, Alexander Manasse
- 1999 – Kinofest Lünen – Award of the City of Lünen, Veit Helmer
- 1999 – Kinofest Lünen – Editing Award, Araksi Muhibyan
- 1999 – Molodist International Film Festival – Publikens pris, Veit Helmer
- 2000 – Bayerska filmpriset – Bästa regi, Veit Helmer
- 2000 – Birmingham Sidewalk Moving Picture Festival – Visionary Production Award, Veit Helmer
- 2000 – Espoo Ciné International Film Festival – Grand Prize of European Fantasy Film in Silver, Veit Helmer
- 2000 – Fantasporto – Publikens pris, Veit Helmer
- 2000 – Fantasporto – International Fantasy Film Special Jury Award, Veit Helmer
- 2000 – Max Ophüls Festival – Publikens pris, Veit Helmer
- 2000 – Mediawave – Grand Prize, Veit Helmer
- 2000 – Montréal Comedy Festival 'Just for Laughs' – Bästa manus, Veit Helmer och Michaela Beck
- 2000 – Montréal Comedy Festival 'Just for Laughs' – Juryns specialpris, Veit Helmer
- 2000 – Puchon International Fantastic Film Festival – Bästa spelfilm, Veit Helmer
- 2000 – Slamdance Film Festival – Vision Award for Cinematography, Emil Hristow
- 2000 – Sweden Fantastic Film Festival – Publikens pris för bästa spelfilm, Veit Helmer
- 2001 – Málaga International Week of Fantastic Cinema – Bästa skådespelare, Denis Lavant
- 2001 – Málaga International Week of Fantastic Cinema – Bästa foto, Emil Hristow
- 2001 – Málaga International Week of Fantastic Cinema – Bästa regi, Veit Helmer
- 2001 – Málaga International Week of Fantastic Cinema – Unga juryns pris, bästa spelfilm, Veit Helmer
- 2001 – Tbilisi International Film Festival – Young Georgian Artists Award, Veit Helmer
- 2002 – Peñíscola Comedy Film Festival – Bästa debut, Veit Helmer